# Brahmina dubitabilis
Brahmina dubitabilis är en skalbaggsart som beskrevs av Leon Fairmaire 1891. Brahmina dubitabilis ingår i släktet Brahmina och familjen Melolonthidae. Inga underarter finns listade.